# Ljubljana-Domzale-Ljubljana TT 2018
La 5e édition du Ljubljana-Domzale-Ljubljana TT a eu lieu le 8 juin 2018. La course fait partie du calendrier international féminin UCI 2018 en catégorie 1.2. L'épreuve est remportée par la Russe Olga Zabelinskaïa.

## Classements

### Classement final
| \| Classement général \| Classement général \| Classement général \| Classement général \| Classement général \| \| Coureuse \| Coureuse \| Pays \| Équipe \| Temps \| \| ------------------ \| ------------------ \| ------------------ \| ------------------------------- \| ------------------ \| \| 1re \| Olga Zabelinskaïa \| Russie \| Cogeas-Mettler Pro Cycling Team \| 26 min 49 s \| \| 2e \| Hayley Simmonds \| Royaume-Uni \| WNT-Rotor Pro Cycling \| + 23 s \| \| 3e \| Eugenia Bujak \| Slovénie \| BTC City Ljubljana \| + 36 s \| \| 4e \| Clara Koppenburg \| Allemagne \| Cervélo Bigla \| + 45 s \| \| 5e \| Ann-Sophie Duyck \| Belgique \| Cervélo Bigla \| + 50 s \| \| 6e \| Anastasia Chursina \| Russie \| BTC City Ljubljana \| + 1 min 47 s \| \| 7e \| Olga Shekel \| Ukraine \| SC Michela Fanini \| + 1 min 51 s \| \| 8e \| Silvia Valsecchi \| Italie \| Bepink \| + 1 min 53 s \| \| 9e \| Tetyana Riabchenko \| Ukraine \| Doltcini-Van Eyck Sport \| + 2 min 01 s \| \| 10e \| Mia Radotić \| Croatie \| BTC City Ljubljana \| + 2 min 01 s \| |                    |             |                                 |              |
| |                    |             |                                 |              |
| Source : ProCyclingStats |                    |             |                                 |              |
| Classement général |                    |             |                                 |              |
| Coureuse | Coureuse           | Pays        | Équipe                          | Temps        |
| 1re | Olga Zabelinskaïa  | Russie      | Cogeas-Mettler Pro Cycling Team | 26 min 49 s  |
| 2e | Hayley Simmonds    | Royaume-Uni | WNT-Rotor Pro Cycling           | + 23 s       |
| 3e | Eugenia Bujak      | Slovénie    | BTC City Ljubljana              | + 36 s       |
| 4e | Clara Koppenburg   | Allemagne   | Cervélo Bigla                   | + 45 s       |
| 5e | Ann-Sophie Duyck   | Belgique    | Cervélo Bigla                   | + 50 s       |
| 6e | Anastasia Chursina | Russie      | BTC City Ljubljana              | + 1 min 47 s |
| 7e | Olga Shekel        | Ukraine     | SC Michela Fanini               | + 1 min 51 s |
| 8e | Silvia Valsecchi   | Italie      | Bepink                          | + 1 min 53 s |
| 9e | Tetyana Riabchenko | Ukraine     | Doltcini-Van Eyck Sport         | + 2 min 01 s |
| 10e | Mia Radotić        | Croatie     | BTC City Ljubljana              | + 2 min 01 s |

### Points UCI
| Position,          | 1er | 2e | 3e | 4e | 5e | 6e | 7e | 8e | 9e | 10e |
| Classement général | 40  | 30 | 16 | 12 | 10 | 8  | 6  | 3  | 2  | 1   |